# Komprachcice (stacja kolejowa)

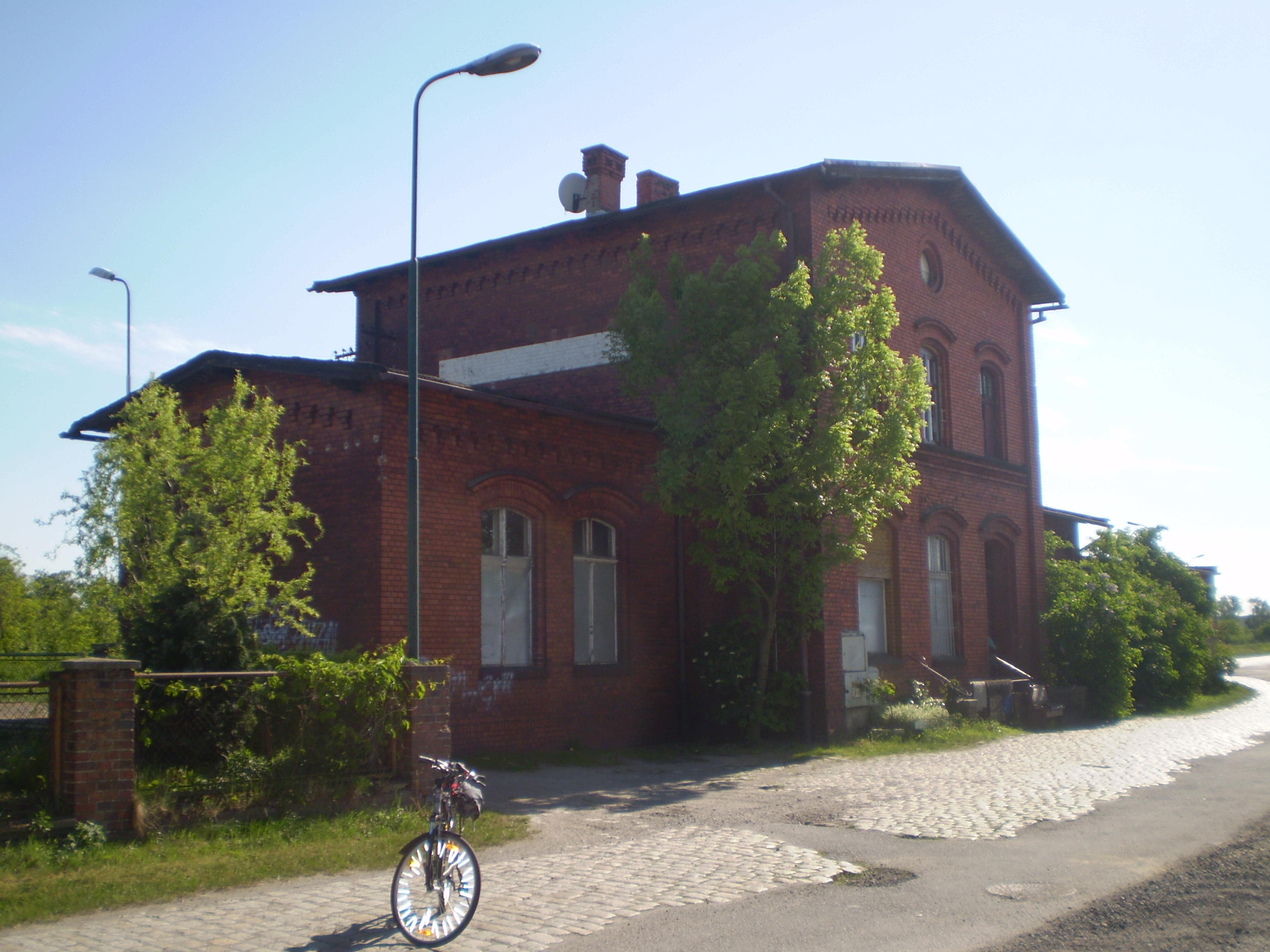
Stacja w Komprachcicach - widok od frontu.

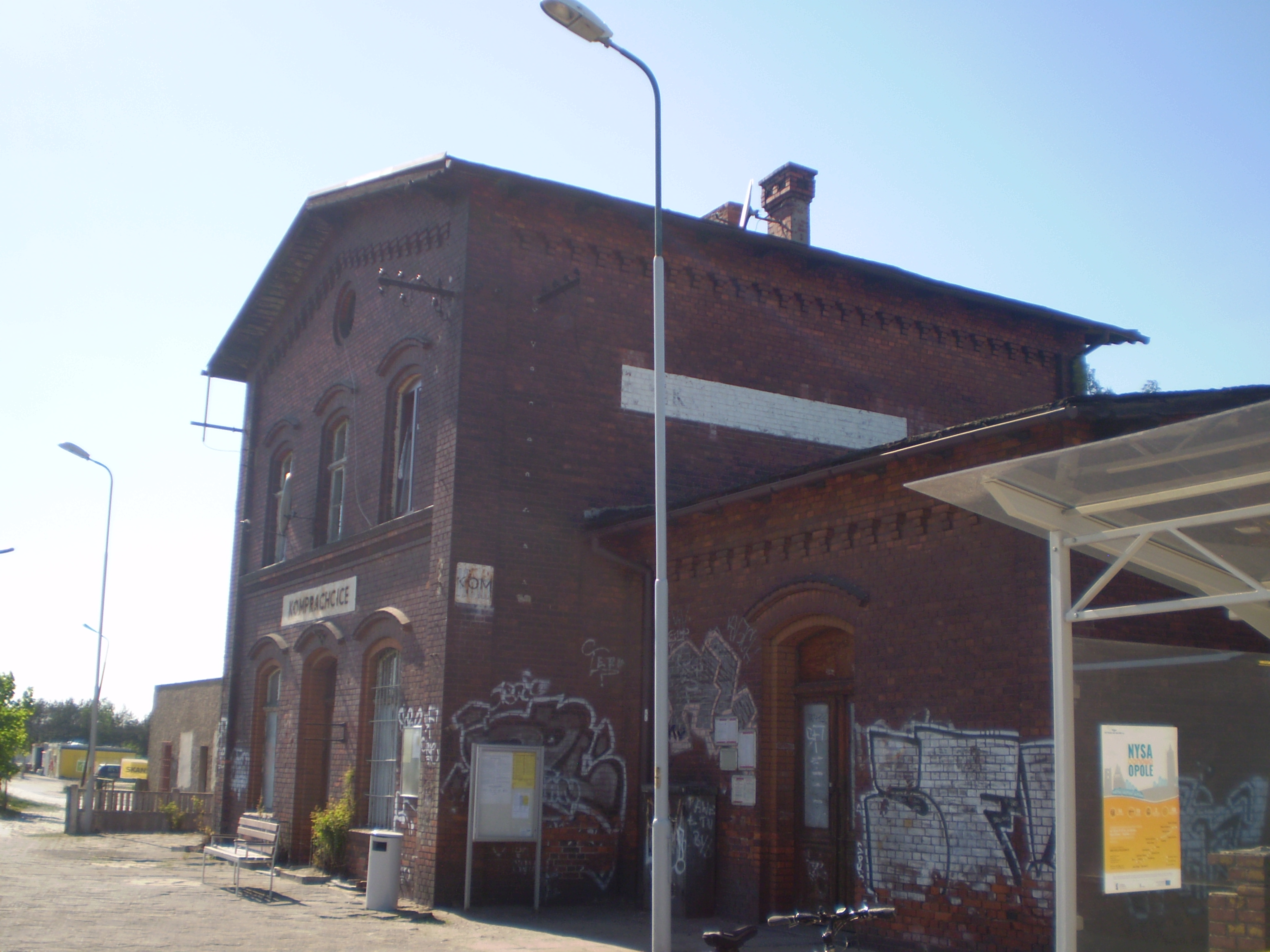
Stacja Komprachcice

Komprachcice – stacja kolejowa w Komprachcicach, w województwie opolskim, w Polsce.

## Ruch pasażerski
| Rok  | Wymiana pasażerska na dobę |
| ---- | -------------------------- |
| 2017 | 50-99                      |
| 2022 | 50-99                      |